# يقظة دوائية

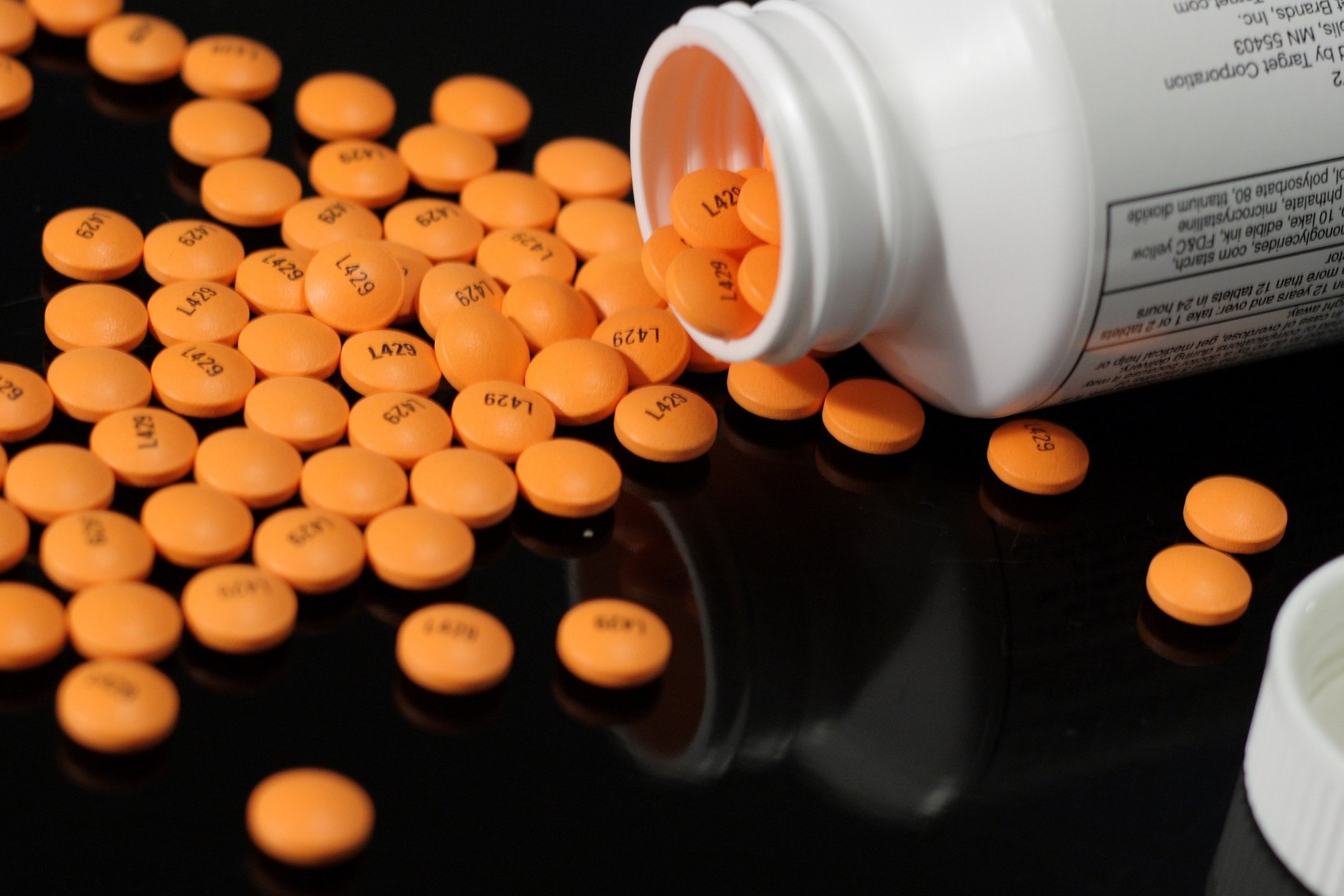

اليقظة الدوائية (بالإنجليزية: pharmacovigilance )‏ وتدعى اختصارًا PHV، المعروف أيضا باسم سلامة الدواء، هو علم الدواء المتصل بجمع والكشف والتقييم والرصد، والوقاية من الآثار الضارة مع المنتجات الصيدلانية. جذور اشتقاقي لكلمة «الأدوية» هي: pharmakon (اليونانية: أدوية) وvigilare (اللاتينية : الحفاظ على المراقبة). على هذا النحو، الأدوية ويركز بشكل كبير على ردود الفعل السلبية للادوية، أو تلك التفاعلات، التي تعرف بأنها أي رد على العقاقير التي هي ضارة وغير مقصودة، بما في ذلك عدم نجاعتها. (تم استبعاد الشرط، أن هذا التعريف لا ينطبق إلا مع الجرعات التي تستخدم عادة للوقاية أو التشخيص أو العلاج من مرض، أو لتعديل وظيفة فسيولوجية مع أحدث تعديل التشريعات المعمول بها) أخطاء الأدوية مثل جرعة زائدة، وسوء الاستخدام وإساءة استعمال الدواء وكذلك التعرض للدواء خلال فترة الحمل والرضاعة الطبيعية، هي أيضا من الفائدة (حتى من دون حالة السلبية نفسها)، لأنها قد تؤدي إلى ADR .
المعلومات الواردة من المرضى ومقدمي الرعاية الصحية عن طريق الاتفاقات الدوائية (PVAs)، فضلا عن مصادر أخرى مثل الأدب الطبي، ويلعب دورا حاسما في توفير البيانات اللازمة لتناول الأدوية لتأخذ مكان. في الواقع، من أجل تسويق أو لاختبار المنتجات الصيدلانية في معظم البلدان، ويجب تقديم بيانات الحدث السلبية التي تلقاها صاحب الترخيص (عادة شركة دوائية) إلى السلطة المحلية التنظيمية للادوية. (انظر الإبلاغ عن الآثار الضارة أدناه).
في نهاية المطاف، هو «تناول الأدوية المعنية مع تحديد المخاطر المرتبطة بالمنتجات الصيدلانية ومع التقليل من خطر أي ضرر التي قد تأتي للمرضى». مثال الاتنول دواء له استخدمات عديدة ولكن آثارة الجانبية لا تحصى.

## الإبلاغ عن الآثار الضارة
يُعتبر الإبلاغ حول الآثار الضارة النشاط الأكثر شيوعًا المرتبط بالصيدلة الاحتراسية (بّي في)، ويستهلك قدرًا كبيرًا من موارد سلطات رقابة الأدوية (أو الوكالات الحكومية المشابهة) وأقسام السلامة الدوائية في شركات الأدوية. يتضمن الإبلاغ عن الأثار الضارة (إيه إي) استلام البيانات وفرزها وإدخالها، وتقييم التقارير وتوزيعها وإعدادها (إذا كان ذلك مناسبًا) وأرشفة بيانات ووثائق الإيه إي. قد يتضمن مصدر تقارير الأثار الضارة: تقارير تلقائية من متخصصي الرعاية الصحية أو المرضى (أو وسطاء آخرين)، والتقارير المطلوبة من برامج دعم المرضى، وتقارير من الدراسات السريرية أو الدراسات التالية للتسويق، وتقارير من مصادر أدبية، وتقارير من وسائل الإعلام (بما في ذلك وسائل التواصل الاجتماعي والمواقع الإلكترونية)، وتقارير أُرسلت إلى سلطات رقابة الأدوية نفسها. بالنسبة لشركات الأدوية، يعد الإبلاغ عن الأثار الضارة مطلبًا تنظيميًا في معظم البلدان. تقدم تقارير الإيه إي أيضًا بيانات لهذه الشركات ولسلطات رقابة الأدوية التي تلعب دورًا رئيسًا في تقييم بروفيل المخاطر والفوائد للعقار المُعطى. فيما يلي عدة جوانب من تقارير الإيه إي:

### تقرير سلامة الحالات الفردية (أي سي إس آر)
أحد المبادئ الأساسية في الإبلاغ عن الآثار الضارة هو تحديد ما تشكله «تقرير سلامة الحالات الفردية (آي سي إس آر)». أثناء مرحلة الفرز عند الإبلاغ عن أثر ضار محتمل، من المهم تحديد ما إذا كانت «العناصر الأربعة» للآي سي إس آر ساري المفعول موجودة: (1) مريض محدد، و (2) مخبر محدد، و (3) دواء مشتبه فيه، و (4) أثر ضار.
في حال كان واحد أو أكثر من هذه العناصر الأربعة مفقودًا، فإن الحالة ليست آي سي إس آر ساري المفعول. رغم عدم وجود استثناءات لهذه القاعدة، قد تستدعي بعض الظروف حكمًا تقديريًا. على سبيل المثال، قد لا يكون المصطلح «محدد» واضحًا ومحددًا دائمًا. إذا أبلغ الطبيب أن لديه/لديها مريض أ يتناول الدواء ب وقد عانى من س (أثر ضار)، لكنه يرفض تقديم أي تفاصيل عن المريض أ، فإن التقرير يبقى ساري المفعول على الرغم من عدم التعريف بهوية المريض على وجه التحديد. وذلك لأن مٌقدم التقرير لديه معلومات عن المريض أُخذت منه مباشرةً والمريض شخص معروف (أي شخص حقيقي) بالنسبة للطبيب. يعد تحديد الهوية أمرًا مهمًا ليس فقط من أجل منع تكرار الإبلاغ عن نفس الحالة، ولكن أيضًا لأنها تسمح بالمتابعة من أجل المعلومات الإضافية.
ينطبق مبدأ تحديد الهوية على العناصر الثلاثة الأخرى أيضًا. على الرغم أنه ليس أمرًا شائعًا، فمن غير المستغرب أن تبلَغ الشركة عن «حالات» لأثار ضارة مزيفة من قبل شخص مجهول (باسم مريض مجهول أو موظف ناقم أو موظف سابق) يحاول إلحاق الضرر بسمعة الشركة أو منتجاتها. في هذه الحالات وفي جميع الحالات الأخرى، يجب التأكد من مصدر التقرير (إن أمكن). لكن الإبلاغ المجهول مهم أيضًا، حيث لا تؤمن جميع البلدان الحماية للمُبلّغ عن المخالفات. عمومًا، يجب تحديد اسم الدواء بالضبط أيضًا. لاحظ أن الأدوية تُباع تحت أسماء تجارية مختلفة في مختلف البلدان والمناطق في العالم. بالإضافة إلى ذلك، هناك عدد كبير من الأدوية المكافئة التي قد تكون خاطئة بالنسبة للمنتج التجاري. أخيرًا، هناك مشكلة الأدوية المزيفة التي تحدِث آثارًا ضارة. فمن الأفضل، في حال كان ذلك ممكنًا، محاولة الحصول على العينة التي تسببت في حدوث الأثر الضار، وإرسالها إما إلى إي إم إيه أو إف دي إيه أو إلى أي جهة حكومية أخرى مسؤولة عن التحقيق في تقارير الأثر الضار.
إذا لم يستطع مرسل التقرير تذكر اسم الدواء الذي كانوا يأخذونه عندما تعرضوا للأثر الضار، فلن تكون الحالة سارية المفعول. ينطبق هذا المفهوم أيضًا على الأثار الضارة. إذا ذكر أحد المرضى أنهم عانوا من «الأعراض»، دون أن يكون أكثر تحديدًا، فقد يعَد هذا التقرير صحيحًا من الناحية الفنية، لكنه لن يكون ذغ قيمة تذكر بالنسبة لقسم الصيدلة الاحتراسية في الشركة أو لسلطات الرقابة الدوائية.

### تحديد الخطورة
على الرغم من أن الأمر بديهي إلى حد ما، هناك مجموعة من المعايير في الصيدلة الاحتراسية تُستخدم لتمييز الأثر الضار الخطير عن الأثر غير الخطير. يعَذ الأثر الضار خطيرًا إذا حقق واحدًا أو أكثر من المعايير التالية:
1. يؤدي إلى الوفاة، أو يهدد الحياة.
2. يسبب دخول المرضى إلى المشفى ومكوثهم فيه أو يزيد من مدة استشفاء المرضى الموجودين في المستشفى.
3. يؤدي إلى إعاقة أو عجز دائم أو كبير.
4. يؤدي إلى شذوذ خلقي (عيب ولادي).

يعَد «خطيرًف طبيًا» (بمعنى أنه لا يحقق المعايير السابقة، ولكنه يعَذ خطيرًا لأنه سيتطلب علاجًا / تدخلًا لمنع تسببه بأحد المعايير السابقة.
بالإضافة إلى الموت، تخضع كل فئة من هذه التصنيفات لبعض التأويل. يشير تهديد الحياة، كما هو مستخدم في عالم السلامة الدوائية -على وجه التحديد- إلى أثر ضار يعرض المريض لخطر الموت الفوري، مثل السكتة القلبية أو التنفسية. من خلال هذا التعريف، فإن أحداثًا مثل النوبة القلبية، التي تُعتبر مهددة الحياة من الناحية النظرية، لن تعَد مهددة للحياة إلا إذا عرضت النوبة القلبية المريض إلى سكتة قلبية بعدها. يمكن لتحديد ما يشكله أمر البقاء في المستشفى أن يكون إشكاليًا أيضًا. على الرغم من أن الأمر عادةً ما يكون واضحًا، من الممكن أن يبقى المريض داخل المشفى حتى إن لم يكن الأثر الذي يعالَج خطيرًا. على نفس المنوال، قد تُعالج الأثار الخطيرة دون دخول المستشفى، مثال على ذلك علاج التأق التي يمكن أن يتم بنجاح باستخدام الإيبينيفرين. يخضع العجز والإعاقة الكبيران للنقاش أيضًا.
في حين يكون العجز الدائم التالي لسكتة دماغية خطيرًا بلا شك، فهل سيعتبر «العمى التام لمدة 30 ثانية» «إعاقة كبيرة؟». بالنسبة إلى العيوب الخلقية، فإن خطورة الأثر ليست محط خلاف عادةً، بقدر ما ستكون قضية نسب الأثر إلى الدواء. أخيرًا، «الأثار الخطيرة طبيًا» هي فئة تتضمن الأحداث التي قد تكون خطيرة دائمًا، أو خطيرة في بعض الأحيان، ولكنها لن تحقق أيًّا من المعايير الأخرى. يعَد السرطان أثرًا خطيرًا دائمًا، في حين قد يعَد مرض الكبد غير خطير وفقًا لدرجة السي تي سي إيه إي (معايير المصطلحات المشتركة للأثار الضارة)، وتعَد الدرجتان 1 أو 2 عمومًا غير خطيران والدرجات 3-5 خطيرة.

### الإبلاغ المُستعجل
يشير هذا إلى تقارير الآي سي إس آر إس (تقارير سلامة الحالات الفردية) التي تتضمن أثرًا خطيرًا غير مدرج (أثر غير مذكور في لصاقة توسيم الدواء) مرتبط باستخدام الدواء (إف دي إيه). (عادةَ ما تُعَد التقارير التلقائية إيجابية السببية، في حين يقيّم محقق التجارب السريرية و / أو صاحب الترخيص) عادةً سببية حالة التجارب السريرية. في معظم البلدان، يكون الإطار الزمني للإبلاغ عن الحالات العاجلة 7 / 15 يومًا تقويميًا من وقت تلقي شركة الأدوية إشعارًا (يشار إليه باسم «اليوم 0») لمثل هذه الحالة. في التجارب السريرية، يشار إلى مثل هذه الحالة باسم إس يو إس إيه آر (رد فعل سلبي مفاجئ مشتبه فيه). في حال تضمن إس يو إس إيه آر أثرًا مُهددًا للحياة أو قاتلًا، فقد يخضع لتقارير على مدار الساعة لمدة 7أيام. الحالات التي لا تنطوي على حدث خطير أو غير مدرج قد تخضع لتقارير دورية غير مستعجلة.

### إعداد التقارير عن التجارب السريرية
تُعرف أيضًا باسم تقارير الأحداث الضارة (AE) أو تقارير الأحداث الضارة الخطيرة (SAE) من التجارب السريرية، وتُستخدم معلومات السلامة من الدراسات السريرية لإنشاء ملف تعريف سلامة الدواء عند البشر وهي عنصر أساسي تنظر فيه السلطات التنظيمية للأدوية في اتخاذ القرار بشأن منح أو رفض ترخيص التسويق (موافقة السوق) لدواء ما.

## اقرأ أيضا
- مركز مراقبة أوبسالا